# Ollie Johnston

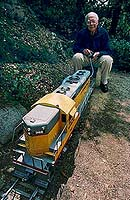
Ollie Johnston

Ollie Johnston (n. 31 octombrie 1912 — d. 15 aprilie 2008) a fost un pictor și animator american.
1. ↑  RKDartists, accesat în 28 ianuarie 2025
2. 1 2  „Ollie Johnston”, Gemeinsame Normdatei, accesat în 28 aprilie 2014
3. 1 2 3  Autoritatea BnF, accesat în 10 octombrie 2015
4. ↑  Oliver Martin “Ollie” Johnston Jr., Find a Grave, accesat în 20 octombrie 2021
5. 1 2 3 4 5  Johnston Jr, Oliver (Ollie) Martin, Who's Who in Animated Cartoon[*]
6. ↑  Ollie Johnston, SNAC, accesat în 9 octombrie 2017
7. ↑  Ollie Johnston, RKDartists, accesat în 9 octombrie 2017
8. ↑  Ollie Johnston, Filmportal.de, accesat în 9 octombrie 2017
9. 1 2 3 4   https://50mostinfluentialdisneyanimators.wordpress.com/2011/11/04/5-ollie-johnston/, accesat în 1 aprilie 2017 Lipsește sau este vid: |title= (ajutor)
10. ↑   http://www.nytimes.com/2008/04/16/arts/design/16johnston.html, accesat în 28 ianuarie 2017 Lipsește sau este vid: |title= (ajutor)
11. ↑  „Ollie Johnston”, Internet Movie Database, accesat în 28 ianuarie 2017
12. 1 2 3  Disney Animation: The Illusion of Life (1981 Abbeville Press ed.)[*], p. 167 Verificați valoarea |titlelink= (ajutor)
13. ↑   https://d23.com/walt-disney-legend/ollie-johnston/, accesat în 8 aprilie 2017 Lipsește sau este vid: |title= (ajutor)
14. ↑   https://www.comic-con.org/awards/inkpot, accesat în 17 septembrie 2021 Lipsește sau este vid: |title= (ajutor)